# Zuko
 (avril 2013).
Le prince Zuko est un des personnages principaux de Avatar, le dernier maître de l'air. Il est introduit dans le tout premier épisode de la série, et est présent dans presque tous les épisodes par la suite.
Prince de la Nation du Feu banni par son père et lancé à la poursuite de l'Avatar pour restaurer son honneur, Zuko est un personnage complexe et ambigu dont la position évolue au fur et à mesure de la série. Originellement le principal antagoniste de la série, sa position évolue peu à peu vers celle de anti-héros (Livre 2), puis de protagoniste (Livre 3).

## Création et conception
Dans une interview, Bryan Konietzko explique que les créateurs souhaitaient éviter un méchant classique sans profondeur, et au contraire concevoir un antagoniste qui raisonne avec ses émotions, déchu et motivé par sa souffrance, provoquant de l'empathie chez les spectateurs. Dans une autre interview, Michael Dante DiMartino explique que dès le début, il était prévu que le personnage de Zuko finisse par se battre aux côtés d'Aang. Les différents épisodes de la série servent à montrer l'évolution de la personnalité et des intentions de Zuko, qui grandit et choisit de devenir un Seigneur du Feu différent de ce qu'ont été ses ancêtres.

## Histoire

### Enfance
L'enfance de Zuko est essentiellement apportée par morceaux sous forme de flashback au cours des épisodes.
Zuko est le fils du Seigneur du Feu Ozai. Durant son enfance, il partage une relation très forte avec sa mère, mais est sujet de moqueries de sa sœur Azula. Il est frappé par la perte de sa mère dans des circonstances inexpliquées, le jour du couronnement d'Ozai.
Alors âgé de treize ans, Zuko assista à un conseil de guerre dans l'Antichambre de la Nation du Feu lorsqu'il critiqua la stratégie d'un des généraux de son père, qui suggérait de sacrifier une division entière de soldats composée de nouvelles recrues. Afin de laver l'affront, il est provoqué en duel dans un Agni Kai (duel de feu). Zuko accepta sans crainte, pensant qu'il allait affronter le général. Mais en s'opposant au plan du général dans l'antichambre de la guerre du Seigneur du Feu, c'était à ce dernier qu'il avait manqué de respect : il dut donc affronter son propre père en duel. Découvrant son adversaire, Zuko refusa par loyauté d'affronter son propre père, et implora sa pitié. Outragé par ce qu'il prit pour de la couardise, Ozai lui brûla la partie gauche du visage, y laissant à jamais une cicatrice. Il bannit ensuite son fils, et l'envoya à la recherche de l'Avatar, disparu depuis un siècle. S'il y parvenait, son honneur et sa place sur le trône lui seraient rendus.
Son oncle, Iroh, choisit d'accompagner Zuko dans son exil, afin de perfectionner sa maîtrise du Feu et de le soutenir dans les nombreuses épreuves qui l'attendaient. Sachant pertinemment que, étant âgé d'une centaine d'années, l'Avatar serait un adversaire expérimenté et redoutable, Zuko consacra son temps libre à affiner ses talents de maîtrise du feu.

### Livre 1: L'Eau
Au début de la série, deux ans et demi se sont écoulés depuis son bannissement quand Zuko assiste de loin à l'éveil de l'Avatar, et arrive jusqu'au village de la Tribu de l'Eau du Sud dans une tentative de le capturer. À sa stupéfaction, l'Avatar qu'il s'attendait à affronter se révèle être Aang, un enfant de 12 ans qui a été maintenu dans un Iceberg pendant toutes ces années. Après un bref combat, Aang consent à se rendre en échange de la garantie que le village sera épargné. Zuko accepte, et, après avoir fait Aang prisonnier, part en laissant le village et ses habitants indemnes. Cependant, Aang s'évade peu après avec l'aide de Katara et de Sokka, endommageant le navire de Zuko au passage. Après cet incident, il jura de ne plus jamais sous-estimer l'Avatar..
Zhao, un commandant de la Nation du Feu, découvre lui aussi que l'avatar est de retour, et devient le rival de Zuko pour tenter de le capturer durant toute la première saison.
Zuko joue par la suite le rôle d'antagoniste majeur tout au long du livre 1, poursuivant Aang et ses amis à travers le monde pour accomplir sa quête. Toutefois, lorsque son équipage ou son oncle sont en danger, il choisit toujours de les sauver, même s'il a l'occasion de capturer Aang à ce moment,. À une occasion, alors que l'Amiral Zhao son rival, parvient à mettre la main sur Aang, Zuko se déguise en l'Esprit Bleu et l'aide Aang à s'échapper.
Comprenant que Zuko est à l'origine de la libération de l'Avatar, Zhao paye des pirates pour le tuer. Zuko en réchappe de peu, et d'un commun accord avec son oncle Iroh, feint d'être mort. Iroh accompagne Zhao pour le conseiller dans son attaque pour le pôle Nord, où se trouve Aang, en cachant Zuko.
Alors que la Nation du Feu lance un assaut frontal contre la cité du pôle Nord, Zuko parvient à y entrer en nageant sous la glace. Il rejoint Katara et Aang, lequel est passé dans le monde des esprits, et est donc immobile en méditation. Zuko vainc Katara, s'empare du corps de Aang, et s'enfuit sur la banquise. Il est rattrapé à la nuit tombée et battu. Aang refuse de le laisser mourir sur la glace, et choisit de le ramener avec lui. Dans la confusion de la bataille, Zuko se bat contre Zhao pour venger sa tentative d'assassinat, mais lui propose cependant son aide lorsque celui-ci est englouti par l'esprit de l'océan,.

### Livre 2: La Terre
Au début du Livre 2, alors qu'il s'apprête à repartir à la poursuite d'Aang, Zuko reçoit la visite de sa sœur Azula, qui lui annonce que son père veut son retour à la Nation du Feu. Il s'avère cependant vite qu'elle est en réalité chargée de les ramener, Iroh et lui, comme prisonniers. Zuko et Iroh s'échappent alors vers le Royaume de la Terre, tandis qu'un avis de recherche à leurs noms est lancé. Durant leur voyage pour échapper à l'arrestation, Zuko découvre peu à peu le mal fait par la Nation du Feu, et commence à avoir des doutes sur le bien-fondé des actions de son peuple.
Après un parcours sans but réel, Iroh trouve le moyen d'organiser pour tous deux un départ à Ba Sing Se, la seule ville du Royaume de la Terre encore à l'abri de la Nation du Feu. Tous deux y trouvent un emploi dans une boutique de thé, avant d'ouvrir leur propre boutique. Si Iroh se satisfait amplement de cette vie, Zuko se la refuse, toujours désireux de retrouver sa couronne. Lorsqu'il apprend qu'Aang se trouve à Ba Sing Sae, et est à la recherche d'Appa, son bison volant, l'espoir de capturer l'Avatar ressurgit, et Zuko se lance à la recherche de l'animal. Lorsqu'il trouve Appa, cependant, Iroh arrive et lui fait remarquer la folie de son comportement. Après un dur moment d'hésitation, Zuko libère Appa et le laisse rejoindre Aang. Il passe ensuite par une fièvre violente, que Iroh décrit comme une « métamorphose ». Une fois guéri, Zuko finit par accepter sa nouvelle vie, et aide tranquillement Iroh à ouvrir sa propre boutique de thé.
Le passé les rattrape cependant vite lorsqu'Azula, venu pour conquérir Ba Sing Se par infiltration, apprend leur présence dans la ville. Elle leur tend un piège au palais, et les y attire avec succès. Iroh parvient à s'échapper, mais Zuko est capturé et emprisonné dans la même cellule que Katara. Après un début froid, tous deux partagent un dialogue, et Katara se rend compte que Zuko a changé, tandis que le second prend un peu plus conscience des horreurs perpétuées par la Nation du Feu. Cependant, lorsqu'Aang intervient pour libérer Katara, Azula tente de convaincre Zuko de l'aider contre l'Avatar, affirmant qu'il sera alors pardonné pour ses « crimes » et retrouvera son honneur. Malgré les conseils de son oncle, Zuko choisit d'accepter l'offre et se joint à Azula. Durant la bataille qui suit, Azula réussit à frapper Aang de foudre alors qu'il est en État Avatar, le tuant apparemment (cependant, Katara réussit à le ressusciter grâce à son pouvoir de guérison en utilisant l'eau de l'oasis du temple de la cité du Pôle Nord).

### Livre 3: Le Feu
Au début du Livre 3, Zuko regagne en compagnie de sa sœur la Nation du Feu, où il voit son honneur et sa place de prince restaurés. Il reprend aussi sa relation amoureuse avec Mai, l'une des amies d'Azula. Cependant, connaissant Katara et sa maîtrise de l'eau, le doute qu'Aang puisse encore être en vie subsiste en lui, devenant de plus en plus fort. Réalisant cela, Azula ment à leur père, affirmant que c'est Zuko qui a tué l'Avatar, afin que ce soit lui qui perde tout ce qu'il vient de regagner si jamais Aang s'avère avoir survécu. Angoissé, Zuko engage un assassin Maître du Feu (surnommé L'homme explosif par Aang et ses amis) pour éliminer Aang si jamais il est encore en vie.
Malgré cela, Zuko est totalement perdu, ne sachant plus où se trouve la limite entre bien et mal. Il en vient à demander conseil à son oncle, désormais en prison. Après de longs silences obstinés, Iroh finit par lui révéler que sa mère était la petite-fille de l'Avatar précédent, Roku, insistant sur le fait que c'est de là que vient l'égarement de Zuko.
Durant l'invasion le jour de l'Éclipse Solaire, Zuko se confronte à son père et lui avoue qu'il a finalement décidé de quitter la Nation du Feu pour rejoindre Aang et lui apprendre à maîtriser le Feu. Il rejoint ensuite l'Avatar et ses amis au Temple de l'Air Occidental. Malgré la difficulté des autres à lui accorder leur confiance au départ, Zuko réussit finalement à se faire accepter dans le groupe. Malheureusement, la rage de Zuko ayant disparu, sa maîtrise du feu a perdu de sa puissance. En compagnie de Aang, il effectue un pèlerinage afin de retrouver les racines de la maîtrise du Feu, qui se base sur la détermination plutôt que sur la rage. Afin de prouver sa bonne foi vis-à-vis des amis de l'Avatar, Zuko fera également avec chacun d'entre eux (à l'exception de Toph qui lui reprochera) une quête leur tenant à cœur : il partira avec Sokka délivrer le père de ce dernier, et ira chercher avec Katara, le meurtrier de la mère de celle-ci.
Au fil des chapitres Zuko change et évolue énormément, non seulement physiquement mais également dans son attitude et sa manière de percevoir les choses...
Dans le dernier épisode, il devient le nouveau seigneur du Feu après la défaite d'Ozai face à Aang. Il s'engage à construire un avenir pacifique, prêt à rendre son honneur à la Nation du Feu. Il entreprend également de forcer Ozai à lui révéler ce qu'est devenue sa mère.

### Bandes dessinées
Des bandes dessinées publiées chez Dark Horse Comics et écrites par Gene Luen Yang avec les studios Gurihiru se déroulent après les événements de la série.
Dans La Promesse (The Promise), Zuko fait jurer à Aang de le détruire s'il devenait mauvais comme son père l'a été. En tant que Seigneur du Feu, il fait évacuer les colonies mises en place pendant la guerre. Dans celle de Yu Dao, fondée un siècle plus tôt, les populations de la terre et du feu se sont mélangées, et refusent de quitter l'endroit. Une guerre avec le Royaume de la Terre est proche, mais est évitée grâce à Aang, et Yu Dao devient une ville neutre.
Dans La Recherche (The Search), Zuko cherche à retrouver sa mère Ursa. Il comprend la cause de sa disparition : elle avait fourni un poison destiné à tuer Azulon afin de permettre à Ozai de monter sur le trône et protéger son fils qu'Azulon avait ordonné de tuer, en échange de quoi elle devait fuir pour ne pas utiliser ce poison contre Ozai. Zuko finit par retrouver Ursa.
Dans Fumée et Ombre (Smoke and Shadow), Zuko doit lutter contre une société secrète destinée à le renverser pour remettre son père Ozai sur le trône, ainsi que contre sa sœur Azula qui cherche à en faire un Seigneur du Feu cruel, impitoyable et totalitaire.

### La Légende de Korra
Zuko apparaît brièvement dans la série La Légende de Korra. Il est alors âgé et a laissé son trône à sa fille.

## Apparence
Zuko est reconnaissable à l'énorme brûlure causée par Ozai. Elle balafre la partie gauche de son visage et s'étend de son œil à son oreille. 
Tout au long du livre 1, il a le crâne rasé, à l'exception d'une queue de cheval noire sur le dessus de la tête. Toutefois, lors du second livre, Zuko la coupe pour marquer sa prise de distance avec sa famille, qui désire l'enfermer pour qu'il ne nuise plus à son père. Dès lors, ses cheveux ont commencé à pousser et il porte maintenant une tignasse de cheveux courts.

## Personnalité
Zuko est amer, sérieux et peu enclin à s'amuser la plupart du temps. Au début de la série, il est présenté comme arrogant, colérique, impulsif, impatient et totalement obstiné sur sa recherche de l'Avatar. Néanmoins, ces traits disparaissent peu à peu au fur et à mesure que la série avance.
À l'opposé notable de sa sœur Azula, Zuko n'est pas spécifiquement cruel, bien qu'il lui arrive de se montrer violent : il ne cherche pas à faire souffrir ses ennemis, et fait passer la survie de ses hommes avant sa propre cause. Dans le final saison 1, il tente même de sauver de la mort son rival Zhao, qu'il détestait pourtant (bien que Zhao, par orgueil, refuse son aide). De même, il tient toujours parole : lorsque Aang offrit de se rendre à lui en échange de la sécurité du village de Katara et Sokka, il accepta, et partit en laissant les villageois indemnes.
La saison 2 montre un aspect altruiste de Zuko, lorsqu'il prend la défense de la population d'un village du Royaume de la Terre abusé par les soldats y vivant. Au fur et à mesure de sa route, il découvre les atrocités commises par la Nation du Feu, et en vient à de plus en plus douter des actes de son peuple. Dans la saison 3, cette évolution le perturbe, le rendant déchiré entre ses scrupules et son désir de retrouver son honneur.
La saison 3 le rend de plus en plus difficile à cerner, lui-même ne sachant plus où il en est.  N'ayant plus son oncle comme mentor, il est face à la dureté de son père et sujet aux manipulations de sa sœur Azula.  Il se comporte comme un vrai prince, fier et posé, mais on sent toujours chez lui un certain mal à l'aise de son statut retrouvé.  On le voit d'ailleurs refuser bien des services proposés par le personnel du camp, et leur parle gentiment, contrairement à Azula qui les terrorise.  Lorsqu'il rejoint l'avatar, il se montre bien déterminé à achever ses quêtes, se montre coopératif, enjoué, voire parfois blagueur avec la bande de l'avatar, ce qui contraste très fort avec le comportement qu'il avait au début de la série.
Notons aussi que Zuko possède une puissante maîtrise du feu, et que c'est un expert au maniement des sabres.  Tout comme les maîtres du feu, il est doté d'une agilité déconcertante.  Sa connaissance du fonctionnement de la Nation du feu sera bien utile au groupe de l'avatar, leur permettant de bien planifier leurs actions.

## Pouvoirs et capacités
En grandissant dans la Nation de Feu, Zuko n'a montré aucune compétence extraordinaire. Dans ses années d'adolescence, sa capacité a commencé à se développer de manière significative sous la tutelle de son oncle Iroh, et plus sensiblement au cours de la dernière année de la guerre de Cent Ans. Il est devenu capable de se battre à égalité avec des maîtres du feu beaucoup plus expérimentés. Ayant constamment perfectionné ses compétences, il a atteint son but : devenir un véritable maître du Feu. Il n'est pas aussi qualifié, aussi puissant que sa sœur cadette, Azula, mais à la fin il prouve qu'il est de taille à l'affronter.
Iroh tente une fois d'apprendre à Zuko à maîtriser la foudre. Mais pour cela, la personne doit être calme, sereine et en harmonie avec lui-même. Ce qui n'est pas le cas de Zuko, qui est en pleine tempête intérieure. Il apprend cependant la technique de son oncle de renvoie des éclairs qu'il maîtrise très bien et qu'il a enseigné à Aang. 
En plus de sa maîtrise, Zuko peut aussi se battre à l'épée, et il est spécialisé dans le combat à deux lames dao, compétence qu'il a acquise auprès du maître épéiste Piandao. Il utilise ces talents lorsqu'il se déguise en Esprit Bleu, pour ne pas dévoiler sa maîtrise du feu, ou dans d'autres occasions où il doit cacher sa maîtrise du feu. Ainsi, lors de son voyage au Royaume de la Terre en exil avec son oncle, il opta pour cette façon de se battre afin d'éviter de dévoiler sa véritable identité aux yeux de ce peuple ennemi.

## Famille
- Père : Ozai, Seigneur du Feu.
- Mère : Ursa
- Autres parents :
  - Iroh, oncle paternel;
  - Azula, sœur;
  - Luten, cousin (fils de Iroh) †;

## Réception
Zach Blumenfeld de Paste, le classe premier sur une liste des vingt meilleurs personnages de l'univers d'Avatar, saluant notamment sa transformation complexe et complète au cours de la série.

## Analyse du personnage
Pour le Dr Carol Panetta, Zuko subit une transformation psychanalytique grâce à l'aide de son oncle Iroh, qui ne juge pas son neveu, mais lui permet de faire face à ses conflits intérieurs.